# シカンダル・シャー
シカンダル・シャー（Sikandar Shah, 生年不詳 - 1389年）は、東インドのベンガル・スルターン朝、イリヤース・シャーヒー朝の君主（在位：1357年 - 1389年）。

## 生涯
1357年、シカンダル・シャーは父シャムスッディーン・イリヤース・シャーが死亡したことにより、王位を継承した。
1358年、トゥグルク朝の君主フィールーズ・シャー・トゥグルクが和平に反し、再びベンガル地方に遠征を開始した。シカンダル・シャーはかつて父がとった戦術に倣い、ガンジス川とその支流に囲まれたエクダーラーの城塞へと逃げた。
フィールーズ・シャーはモンスーンの大雨、それに伴う洪水に悩まされ、エクダーラーを落とすことはできなかった。そして、1359年にフィールーズ・シャーはシカンダル・シャーと和平を締結し、彼を独立の支配者として認め、ベンガルから退却した。
シカンダル・シャーの治世は平和と繁栄が続いた。トゥグルク朝の侵攻ののち、ベンガルは以後200年間独立を保ち、それは1538年まで続いた。
1389年、シカンダル・シャーは宮廷内の内紛により、息子ギヤースッディーン・アーザム・シャーに暗殺された。